# Kvesal
Kvesal (Pharomachrus) je rod výrazně zbarvených ptáků z řádu trogonů, který se vyskytuje především ve vlhkých lesích pohoří v neotropické oblasti Jižní Ameriky, s výjimkou jednoho druhu, jenž obývá pouze Mexiko. Kvesalové jsou poměrně větší než ostatní ptáci z řádu trogonů (délka těla asi 32 cm), mají křídla pestře zbarvená od zelené po zlatohnědou, přičemž hruď a hlavu mají pokrytou červený peřím. Živí se ovocem, bobulemi, hmyzem a malými obratlovci, například žábami. Navzdory jejich nápadnému zbarvení je není jednoduché v lesích spatřit.

## Ochrana
Žádný druh z rodu kvesal není v okamžitém ohrožení ve volné přírodě, ačkoliv kvesal chocholatý je téměř ohrožený.

## Druhy
- kvesal přílbový (Pharomachrus antisianus)
- kvesal zlatohlavý (Pharomachrus auriceps)
- kvesal lesklý (Pharomachrus fulgidus)
- kvesal chocholatý (Pharomachrus mocinno)
- kvesal paví (Pharomachrus pavoninus)